# ون آلبدا (دهانه)
ون آلبدا یک دهانه برخوردی در ماه‌ است.